# Francis G. Newlands
Francis G. Newlands (Natchez, 1846. augusztus 28. – Washington, 1917. december 24.) az Amerikai Egyesült Államok szenátora (Nevada, 1903–1917).